# Sociedade Esportiva Tupan
La Sociedade Esportiva Tupan fue un equipo de fútbol de Brasil que jugó en el Campeonato Maranhense, la primera división del estado de Maranhao.

## Historia
Fue fundado el 23 de diciembre de 1926 en el municipio de Sao Luis, la capital del estado de Maranhao, como el equipo representante de la población indígena del estado.
Los mejores años del club llegaron durante los años 1930, periodo en el cual fue campeón estatal en tres ocasiones de cuatro finales a las que llegó, pero desapareció en 1955 por problemas financieros.
El 23 de diciembre de 1958 el club es refundado por un grupo de disidentes del extinto equipo aficionado Tupi FC con el nombre Tupan FC, pasando sus primeros años en el nivel aficionado hasta que vuelve al Campeonato Maranhense en 1976 jugando por primera vez como equipo profesional cambiando su nombre por Sociedade Esportiva Tupan, participando en 15 temporadas de la primera división estatal donde no pudo volver a ser campeón estatal, siendo su mejor ubicación el cuarto lugar en tres ocasiones.
El club desaparece definitivamente en 1994 por falta de recursos, siendo actualmente un club social de deportes aficionados.

## Palmarés
- Campeonato Maranhense: 3

1932, 1935, 1938

## Jugadores

### Jugadores destacados
- Clemer
- Luis Oliveira[5]